# Pogonomyrmex
Genre
Pogonomyrmex est un genre de fourmis de la sous-famille des Myrmicinae. Le genre est affecté à la tribu des Myrmicini ou à sa propre tribu des Pogonomyrmecini, selon les classifications.

## Liste des espèces
Selon ITIS (29 oct. 2010) :
- Pogonomyrmex abdominalis Santschi, 1929
- Pogonomyrmex anergismus Cole, 1954
- Pogonomyrmex angustus Mayr, 1870
- Pogonomyrmex anzensis Cole, 1968
- Pogonomyrmex apache Wheeler, 1902
- Pogonomyrmex atratus Santschi, 1922
- Pogonomyrmex badius (Latreille, 1802)
- Pogonomyrmex barbatus (Smith, 1858)
- Pogonomyrmex bicolor Cole, 1968
- Pogonomyrmex bigbendensis Francke & Merickel, 1982
- Pogonomyrmex bispinosus (Spinola, 1851)
- Pogonomyrmex brevibarbis Emery, 1906
- Pogonomyrmex brevispinosus Cole, 1968
- Pogonomyrmex bruchi Forel, 1913
- Pogonomyrmex californicus (Buckley, 1867)
- Pogonomyrmex carbonarius Mayr, 1868
- Pogonomyrmex catanlilensis Gallardo, 1931
- Pogonomyrmex coarctatus Mayr, 1868
- Pogonomyrmex colei Snelling, 1982
- Pogonomyrmex comanche Wheeler, 1902
- Pogonomyrmex cunicularius Mayr, 1887
- Pogonomyrmex desertorum Wheeler, 1902
- †Pogonomyrmex fossilis Carpenter, 1930
- Pogonomyrmex guatemaltecus Wheeler, 1914
- Pogonomyrmex huachucanus Wheeler, 1914
- Pogonomyrmex imberbiculus Wheeler, 1902
- Pogonomyrmex inermis Forel, 1914
- Pogonomyrmex laevigatus Santschi, 1921
- Pogonomyrmex laevinodis Snelling, 1982
- Pogonomyrmex laticeps Santschi, 1922
- Pogonomyrmex lobatus Santschi, 1921
- Pogonomyrmex longibarbis Gallardo, 1931
- Pogonomyrmex magnacanthus Cole, 1968
- Pogonomyrmex marcusi Kusnezov, 1951
- Pogonomyrmex maricopa Wheeler, 1914
- Pogonomyrmex mayri Forel, 1899
- Pogonomyrmex meridionalis Kusnezov, 1951
- Pogonomyrmex micans Forel, 1914
- Pogonomyrmex montanus MacKay, 1980
- Pogonomyrmex naegelii Forel, 1878
- Pogonomyrmex occidentalis (Cresson, 1865)
- Pogonomyrmex odoratus Kusnezov, 1949
- Pogonomyrmex pima Wheeler, 1909
- Pogonomyrmex pronotalis Santschi, 1922
- Pogonomyrmex rastratus Mayr, 1868
- Pogonomyrmex rugosus Emery, 1895
- Pogonomyrmex salinus Olsen, 1934
- Pogonomyrmex saucius Wheeler & Mann, 1914
- Pogonomyrmex schmitti Forel, 1901
- Pogonomyrmex subdentatus Mayr, 1870
- Pogonomyrmex subnitidus Emery, 1895
- Pogonomyrmex sylvestris Lattke, 1990
- Pogonomyrmex tenuipubens Santschi, 1936
- Pogonomyrmex tenuispinus Forel, 1914
- Pogonomyrmex texanus Francke & Merickel, 1982
- Pogonomyrmex theresiae Forel, 1899
- Pogonomyrmex uruguayensis Mayr, 1887
- Pogonomyrmex variabilis Santschi, 1916
- Pogonomyrmex vermiculatus Emery, 1906
- Pogonomyrmex wheeleri Olsen, 1934

## Publication originale
- Mayr 1868 : Formicidae novae americanae collectae a Prof. P. de Strobel. Annuario della Societa dei Naturalisti Modena, vol. 3, p. 161-178.